# سوئزگذر

یک کشتی نفت‌کش سوئزگذر

سوئزگذر (به انگلیسی: Suezmax) یک اصطلاح معماری دریایی برای اندازه‌گیری کشتی است که قادر به عبور از کانال سوئز در شرایط بارگیری هستند و به طور انحصاری برای اشاره به کشتی نفت‌کش استفاده می‌شود. از آنجا که کانال سد سلولی ندارد تنها عامل محدود کننده آبخور (شناور) و ارتفاع کشتی به دلیل وجود پل در مسیر است. آبخور کانال کنونی ۲۰٫۱ متر است که به این معنی است که تنها کشتی‌هایی قادر به عبور از آن هستند که آبخور آن‌ها بیشتر از این رقم نباشد و در غیر اینصورت کشتی‌های بزرگ باید از دماغه آگولاس گذر کنند.